# LTT 9779
Étoile à grand mouvement propre (d)
Source de proche infrarouge (d)
Naine jaune
Uúba, également connue sous les noms LTT 9779 et TOI 193, est une naine jaune située à environ 264 années-lumière du système solaire dans la constellation du Sculpteur. L'étoile est très semblable au Soleil, ayant sensiblement les mêmes masse et rayon que celui-ci. Sa température de surface est de 5 443 kelvins et une période de rotation de 45 jours. 
Au moins une exoplanète, LTT 9779 b, orbite autour de l'étoile.

## Nomenclature
La désignation LTT 9779 provient d'un des catalogues d'étoiles à mouvement propre élevé de Luyten.
En août 2022, ce système planétaire est inclus parmi les 20 systèmes à nommer par le troisième projet NameExoWorlds. Les noms approuvés, proposés par une équipe colombienne, ont été annoncés en juin 2023. LTT 9779 s'appelle Uúba et sa planète s'appelle Cuancoá, d'après le mot de la langue U'wa faisant référence respectivement aux "étoiles", "graines" ou "yeux" et au nom de l'étoile du matin.

## Système planétaire
La découverte de l'exoplanète LTT 9779 b à l'aide de TESS a été publiée en 2020. C'est un Neptune ultra-chaud d'environ 29 fois la masse et 4,7 fois le rayon de la Terre, pour une période orbitale d'environ 17 heures. Ces paramètres en font l'une des rares planètes connues du désert des Neptune chauds. Des observations du télescope spatial Spitzer ont mesuré la température diurne de la planète à 2 305 kelvins (K),  alors que des observations de CHEOPS ont montré que la planète était très réfléchissante, avec un albédo de 80 %.  
Une étude publiée en 2019, avant la confirmation de LTT 9779 b, a proposé une deuxième planète candidate dans le système sur la base des variations de temps de transit, mais cela n'a pas été confirmé et l'étude qui a confirmé LTT 9779 b n'a trouvé aucune preuve de variations de temps de transit.